# ジョシュ・フレミング (野球)
ジョシュ・R・フレミング（Josh R. Fleming, 1996年5月18日 - ）は、アメリカ合衆国ミズーリ州セントルイス郡ブリッジトン出身のプロ野球選手（投手）。左投右打。MLBのシアトル・マリナーズ傘下所属。

## 経歴
2017年のMLBドラフト5巡目（全体139位）でタンパベイ・レイズから指名され、プロ入り。契約後、傘下のアパラチアンリーグのルーキー級プリンストン・レイズでプロデビュー。12試合（先発9試合）に登板して1勝2敗、防御率5.40、26奪三振を記録した。
2018年はA級ボーリンググリーン・ホットロッズとA+級シャーロット・ストーンクラブズでプレーし、2球団合計で19試合（先発17試合）に登板して9勝4敗、防御率2.53、80奪三振を記録した。
2019年はAA級モンゴメリー・ビスケッツとAAA級ダーラム・ブルズでプレーし、2球団合計で25試合（先発20試合）に登板して12勝7敗、防御率3.57、108奪三振を記録した。
2020年8月23日にメジャー契約を結んでアクティブ・ロースター入りした。同日のトロント・ブルージェイズ戦にて先発でメジャーデビューすると、5回2失点の投球でメジャー初勝利を挙げた。この年はメジャーで7試合（先発5試合）に登板して5勝0敗、防御率2.78、25奪三振を記録した。オフの11月17日にノンテンダーFAとなった。

### レイズ退団後
2023年オフの11月6日にウェイバー公示を経て、フィラデルフィア・フィリーズに移籍したが、17日にノンテンダーFAとなった。

### パイレーツ時代
2024年2月14日にピッツバーグ・パイレーツと単年契約を結んだ。5月14日にDFA、5月18日にマイナー契約となりAAA級インディアナポリス・インディアンスに配属された。6月14日に再びメジャー契約を結んだが、7月26日にDFA、7月28日にマイナー契約を拒否し、自由契約となった。

### マリナーズ傘下時代
2024年8月6日にシアトル・マリナーズとマイナー契約を結び、AAA級タコマ・レイニアーズに配属された。11月4日に自由契約となったが、2025年1月3日に再びマイナー契約を結んだ。

## 投球スタイル
1球1球軌道とスピードを変え、芯を外すことと効率良くアウトを取ることに徹する技巧派左腕である。速球の最速は、2020年に計測した94.6mph（約152.2km/h）。

## 詳細情報

### 年度別投手成績
| 年 度    | 球 団    | 登 板 | 先 発 | 完 投 | 完 封 | 無 四 球 | 勝 利 | 敗 戦 | セ 丨 ブ | ホ 丨 ル ド | 勝 率 | 打 者 | 投 球 回 | 被 安 打 | 被 本 塁 打 | 与 四 球 | 敬 遠 | 与 死 球 | 奪 三 振 | 暴 投 | ボ 丨 ク | 失 点 | 自 責 点 | 防 御 率 | W H I P |
| -------- | -------- | ----- | ----- | ----- | ----- | -------- | ----- | ----- | -------- | ----------- | ----- | ----- | -------- | -------- | ----------- | -------- | ----- | -------- | -------- | ----- | -------- | ----- | -------- | -------- | ------- |
| 2020     | TB       | 7     | 5     | 0     | 0     | 0        | 5     | 0     | 0        | 1           | 1.000 | 130   | 32.1     | 28       | 5           | 7        | 0     | 1        | 25       | 0     | 0        | 10    | 10       | 2.78     | 1.08    |
| 2021     | TB       | 26    | 11    | 0     | 0     | 0        | 10    | 8     | 1        | 3           | .556  | 448   | 104.1    | 110      | 11          | 31       | 5     | 3        | 65       | 0     | 0        | 60    | 59       | 5.09     | 1.35    |
| 2022     | TB       | 10    | 3     | 0     | 0     | 0        | 2     | 5     | 0        | 0           | .286  | 169   | 35.0     | 54       | 5           | 12       | 1     | 1        | 29       | 0     | 0        | 36    | 25       | 6.43     | 1.89    |
| 2023     | TB       | 12    | 3     | 0     | 0     | 0        | 2     | 0     | 0        | 1           | 1.000 | 221   | 51.2     | 56       | 9           | 19       | 2     | 0        | 25       | 2     | 0        | 29    | 27       | 4.70     | 1.45    |
| MLB：4年 | MLB：4年 | 55    | 22    | 0     | 0     | 0        | 19    | 13    | 1        | 5           | .594  | 968   | 223.1    | 248      | 30          | 69       | 8     | 5        | 144      | 2     | 0        | 135   | 121      | 4.88     | 1.42    |

- 2023年度シーズン終了時

### 年度別守備成績
| 年 度 | 球 団 | 投手（P） | 投手（P） | 投手（P） | 投手（P） | 投手（P） | 投手（P） |
| 年 度 | 球 団 | 試 合     | 刺 殺     | 補 殺     | 失 策     | 併 殺     | 守 備 率  |
| ----- | ----- | --------- | --------- | --------- | --------- | --------- | --------- |
| 2020  | TB    | 7         | 0         | 8         | 0         | 1         | 1.000     |
| 2021  | TB    | 26        | 10        | 20        | 0         | 0         | 1.000     |
| 2022  | TB    | 10        | 4         | 3         | 1         | 1         | .875      |
| 2023  | TB    | 12        | 0         | 7         | 0         | 1         | 1.000     |
| MLB   | MLB   | 55        | 14        | 38        | 1         | 3         | .981      |

- 2023年度シーズン終了時

### 背番号
- 61（2020年）
- 19（2021年 - 2023年）
- 44（2024年）